# Gedenkteken P.L. Tak
Gedenkteken P.L. Tak is een gedenkteken in Amsterdam-Zuid.
Het is een reliëf uitgevoerd in baksteen ter nagedachtenis aan Pieter Lodewijk Tak (1848-1907), journalist, politicus en oprichter van woningbouwvereniging De Dageraad. Er was al jaren gepraat om een herinnering te realiseren aan Tak, maar het kwam er steeds niet van, totdat het bestuur van De Dageraad voorstelde om dit gedenkteken op te nemen in nieuwbouw aan de Pieter Lodewijk Takstraat en Burgemeester Tellegenstraat. Het ontwerp kwam van architecten Piet Kramer en Michel de Klerk, die voor die woningbouwvereniging woningen aan beide straten ontwierpen. Het monument zit ingemetseld in Pieter Lodewijk Takstraat 1, dat hier in de bouwstijl Amsterdamse School een afgeronde hoek heeft met beeld. Aan de rechterzijde van het reliëf is Museum De Dageraad gevestigd op Burgemeester Tellegenstraat 128. Op 29 maart 1924 werd het monument onthuld door Floor Wibaut die tevens een toespraak hield. Het reliëf maakt deel uit van het rijksmonument De Dageraad (nummer 1508). 
De tekst luidt:
Veelzijdig begaafd
alzijdig vertrouwd
diende hij de arbeiders
beweging, lang voor
hij in 1899 toetrad tot
de SDAP 
1848 PL Tak, 1907
Sedert was hij
onder haar voorsten
die hem kenden
herdenken hem als
een harer besten
Het partijbestuur